# دنیاگیری کووید-۱۹ در اسکاتلند
دنیاگیری کووید-۱۹ در اسکاتلند بخشی از دنیاگیری بیماری کروناویروس ۲۰۱۹ در جهان است. اولین مورد تأیید شده در اسکاتلند در ۱۹ فوریه ۲۰۲۰ در شهر داندی اعلام شد.